# Вишварупа (демон)
Вишвару́па (IAST: Viśvarūpa, «вселенская форма») — в индуизме ведийского периода имя трёхголового демона, убитого Индрой.

## Легенда
В ведийской мифологии Вишварупой названо трёхголовое существо демонической природы, наподобии Тваштра, сына Тваштара. Вишварупа похитил коров, за что был поражён Тритой и Индрой. Иногда Вишварупу называют «Триширас» (трёхголовый) или по имени отца — Тваштар. Вишварупа является хозяином бесчисленных стад скота и лошадей. Он — родовой жрец (пурохита) богов, хотя и принадлежит к асурам (демонам). Более подробно говорится о Вишварупе в эпосе, где он отождествляется с демоном хаоса Вритрой. В ряде случаев Вишварупа и Вритра являются двоюродными братьями.
Основной сюжет мифа включает рождение Вишварупы и его сестры — божественной кобылицы Саранью у Тваштара и одновременно демонической женщины асурского рода. Грозный, мудрый, предающийся подвижничеству, Вишварупа в борьбе богов и асуров тайно встаёт на сторону последних. Индра пытается соблазнить Вишварупу красотой апсар, но тот не поддаётся искушениям. Тогда Индра, получив отпущение грехов, убивает Вишварупу, срубив все три его головы. В гимне «Ригведы» в честь Агни упоминается древнее божество, воплощающее небесный свет и вытесненное Индрой из божественного пантеона.
Зная оружие, идущее от предков, этот,
Аптья, посланный Индрой, победил в борьбе.
Убив трёхглавого, о семи лучах,
Трита выпустил коров у сына Тваштара.
Индра зарубил (того,) кто замахнулся на слишком большую силу,
Благой господин — (того), кто мнил себя (таковым).
Забрав себе коров самого сына Тваштара
Вишварупы, он оторвал три его головы.Ригведа, мандала X, гимн 8, тексты 8-9
Миф сравнивают с иранским мифом о Траэтаоне, поразившем трёхглавого змея, и частично с древнегреческим сюжетом о Геракле и трёхголовом Герионе.